# Сказка о весёлом клоуне
«Сказка о весёлом клоуне» — советский мультфильм, выпущенный в 1980 году Мастерской мультфильмов на киностудии «Беларусьфильм».

## Съёмочная группа
| Автор сценария и режиссёр                    | Олег Белоусов |
| Художник-постановщик                         | Вячеслав Тарасов |
| Оператор                                     | Юрий Мильтнер |
| Мультипликатор                               | Юрий Бутырин |
| Композитор                                   | Леонид Захлевный |
| Текст песен                                  | Олега Белоусова |
| Клоуна озвучивает                            | Олег Анофриев |
| Художники:                                   | В. Бакунович, В. Бобровский, Т. Евменова, Д. Коваленко, Ирина Кодюкова, О. Коршакевич, Н. Ладутько, Е. Марченко, Т. Ревзина, Е. Руднева, В. Хожевец, Ольга Чикина |
| Звукооператор                                | Сендэр Шухман |
| Монтаж                                       | Н. Волчек |
| Ассистенты: режиссёра художника-постановщика | Г. Поночевная Е. Галкина |
| Редактор                                     | Р. Романовская |
| Директор                                     | Ольга Оноприенко |

## Сюжет
В одном городке из-за затянувшегося дождя детским парком завладела Скука — злая старуха, которая не давала детям играть и веселиться. Но однажды в гости к малышам приехал смешной, забавный клоун. На весёлом цирковом представлении, устроенном клоуном для детей, царили радость и смех. И Скуке пришлось убежать из города.